# Municipio de Perry (condado de Putnam)
El municipio de Perry (en inglés: Perry Township) es un municipio ubicado en el condado de Putnam en el estado estadounidense de Ohio. En el año 2010 tenía una población de 1166 habitantes y una densidad poblacional de 14,9 personas por km².

## Geografía
El municipio de Perry se encuentra ubicado en las coordenadas 41°3′9″N 84°16′57″O / 41.05250, -84.28250. Según la Oficina del Censo de los Estados Unidos, el municipio tiene una superficie total de 78.27 km², de la cual 77,45 km² corresponden a tierra firme y (1,05 %) 0,82 km² es agua.

## Demografía
Según el censo de 2010, había 1166 personas residiendo en el municipio de Perry. La densidad de población era de 14,9 hab./km². De los 1166 habitantes, el municipio de Perry estaba compuesto por el 95,88 % blancos, el 0,17 % eran afroamericanos, el 0,34 % eran amerindios, el 2,49 % eran de otras razas y el 1,11 % eran de una mezcla de razas. Del total de la población el 3,95 % eran hispanos o latinos de cualquier raza.